# Gustav Sorge
Gustav Hermann Sorge (* 24. April 1911 in Roniken, Provinz Posen; † 3. Oktober 1978 in der JVA Bochum) war ein deutscher SS-Hauptscharführer und Kriegsverbrecher.

## Jugend, Schwarze Reichswehr und NSDAP
Als Sohn eines Landarbeiters erlernte Sorge den Beruf des Schmieds. Nach abgeschlossener Ausbildung wurde er in die Arbeitslosigkeit entlassen. Seine ersten politischen Erfahrungen sammelte er als Angehöriger der Schwarzen Reichswehr. Dabei wurde er von seinem Onkel Hermann Weber beeinflusst, der ebenfalls Mitglied der Schwarzen Reichswehr war. Im Jahre 1931 trat er der NSDAP und SS bei. Während gewalttätiger Auseinandersetzungen mit Gegnern der NSDAP im Raum Osnabrück
erwarb er sich den Spitznamen „Eiserner Gustav“. Am 2. Mai 1933 beteiligte er sich an der Besetzung des Osnabrücker Gewerkschaftshauses.

## Tätigkeit in Konzentrationslagern
Ab Anfang Oktober 1934 war er Angehöriger mit dem Dienstgrad eines SS-Unterscharführers bei der Wachmannschaft des KZ Esterwegen. Eine weitere Ausbildung im Rahmen der SS erhielt er ab April 1936 auf der Ordensburg Vogelsang und der Führerschule der Sicherheitspolizei in Charlottenburg. Im September 1936 wurde er als Wirtschaftsführer zum SS-Verwaltungshauptamt für den Aufgabenbereich der Bewirtschaftung von Bekleidung versetzt.
An der Besetzung Österreichs nahm er im März 1938 aktiv teil. Danach wurde er im Juni 1938 in das KZ Sachsenhausen als Blockführer eingesetzt. Durch seinen brutalen Einsatz gegenüber den Häftlingen wurde er bald zum Stellvertreter des Rapportführers und des Arbeitsdienstleiters befördert. In dieser Stellung verübte er zahlreiche Morde und Misshandlungen an Häftlingen und sowjetischen Soldaten. Im September 1939 erfolgte seine Beförderung zum SS-Oberscharführer. Der Gefangene Leon Szalet beschreibt die Wutausbrüche Gustav Sorges während des Appells in seinem Bericht Kein Friede den Frevlern:

„Er pflegte mit einem heisernen Kriegsgeschrei zu uns hereinzustürzen, ein irrsinniges Glimmern in seinen Augen, und während der Geifer durch seinen ausgefransten Mund lief, blindlings nach allen Seiten mit seinen Stangen zu stoßen. Das Schlagen dauerte so lange, bis die Mordwaffen in Splittern und Stücken auf dem Boden verstreut waren. Dann war der Höhepunkt seiner wilden Orgie erreicht u. er tänzelte seelenruhig davon, als wäre nichts Ungewöhnliches geschehen.“

Ab Oktober 1941 fungierte er bereits als Rapport- und Arbeitsdienstführer in Personalunion. Als Lagerführer war er von Ende Juni 1942 bis Ende Oktober 1942 im KZ-Außenlager Lichterfelde des KZ Sachsenhausen in Berlin-Lichterfelde tätig. Nach seiner Ablösung als Lagerführer wurde Sorge ab November 1942 beim Zentralarbeitseinsatz in Oranienburg eingesetzt.
Anfang 1943 organisierte er kurzzeitig im neu errichteten KZ Herzogenbusch den Arbeitseinsatz. Nach seiner Rückkehr nach Oranienburg erhielt er im Zuge von Untersuchungen bezüglich Missständen in Konzentrationslagern eine dreimonatige Haftstrafe. Im Sommer 1943 wurde Sorge nach Lettland zum Höheren SS- und Polizeiführer Ostland versetzt und war kurzzeitig im Einsatz gegen Partisanen tätig. Ab Dezember 1943 fungierte er als Lagerleiter des Arbeitslagers Riga-Spilve, einem Außenlager des KZ Riga-Kaiserwald, und des Heereskraftfahrzeugparks Ostland in Riga. 

Ab Ende Januar 1944 war er als Lagerleiter des Arbeitslagers Dondangen eingesetzt. 

Die Berlinerin Inge Berner, die dort im KZ interniert war, erinnert sich, dass er ihre Hand verkrüppelte, als sie sich instinktiv nach einer Puderdose bückte, die ein SS-Mann ihr weggenommen hatte.

Sorge leitete dort später auch die Evakuierung des Lagers im Zuge der näherrückenden Ostfront und organisierte die Häftlingstransporte in das KZ Stutthof. Ab November 1944 war er wieder im KZ Sachsenhausen eingesetzt und stellte die SS-Eisenbahnbaubrigade 12 aus Häftlingen auf. Diese wurde zu Reparaturarbeiten nach Bombenangriffen eingesetzt. Nach einer Verletzung durch einen Luftangriff folgten diverse Lazarettaufenthalte, bis er in einem Lazarett in Regensburg am 28. April 1945 durch die US-Army verhaftet wurde.

## Nach Kriegsende
Nach Aufenthalten in Internierungslagern gelang ihm im Spätsommer 1945 die Flucht. Nachdem er in Osnabrück seine Familie wiedergefunden hatte, verzog er mit dieser nach Flamersheim und war in der Landwirtschaft tätig. Sorge wurde am 24. März 1946 durch die britische Militärpolizei verhaftet und anschließend an die sowjetische Militärpolizei übergeben.
Im Sachsenhausen-Prozess, der vom 23. Oktober bis zum 1. November 1947 stattfand, wurde er angeklagt, Verbrechen gemäß dem Kontrollratsgesetz Nr. 10 begangen zu haben. Sorge wurde mit weiteren Beschuldigten, August Höhn, Kurt Eccarius, Wilhelm Schubert und Fritz Ficker, angeklagt, im Herbst 1941 mehr als 18.000 sowjetische Kriegsgefangene im KZ Sachsenhausen getötet zu haben.
Weiterhin gestand Sorge, dass er zwischen Dezember 1941 und Mai 1942 an der Erschießung von 25 Häftlingen beteiligt war. Sorge gab zu, aus den nichtigsten Anlässen Häftlinge schwer geprügelt zu haben:

„Ich habe persönlich jeden Tag Häftlinge geprügelt und benutzte dabei nicht nur Hände und Füße, sondern auch Stöcke, Bretter, jeden beliebigen schweren Gegenstand. Ich verteilte Schläge aus jedem beliebigen Grund und auch ohne jeglichen Grund: für Husten und für Sprechen im Glied, für ein nicht genügend munteres Aussehen, für das Aufheben eines Stummels am Wege, für Rauchen während der Arbeitszeit oder einfach dafür, weil mir das Gesicht des Häftlings zu ernst erschien.“

In der Anklageformel wurde festgestellt, dass sich Sorge zu den vorgeworfenen Verbrechen bekannt hatte. Auch in der Voruntersuchung und während der Verhandlung im Prozess gestand Sorge alle Beschuldigungen ein. Der Verteidiger von Sorge, der Anwalt N. P. Below, brachte zu Sorges Entlastung vor, dass dieser nur bis Juni 1942 im KZ Sachsenhausen tätig gewesen und nicht mehr ins Straflager zurückgekehrt war. Sorge sei durch das falsche Vorbild seiner Vorgesetzten und der Reichsverwaltung zu diesen Verbrechen gekommen. Im Urteil vom 30. Oktober 1947 wurde Sorge zu lebenslänglicher Haft mit der Pflicht zur Zwangsarbeit verurteilt.

## Haft im Straflager Workuta und Verurteilung in Bonn
Er wurde in das Arbeitslager Workuta verbracht. Im Zuge der Freilassung deutscher Kriegsgefangener wurde er als Nichtamnestierter am 14. Januar 1956 in die Bundesrepublik Deutschland entlassen. Am 7. Februar 1956 folgte eine erneute Verhaftung. Im Prozess vor dem Schwurgericht in Bonn vom 13. Oktober 1958 bis zum 6. Februar 1959 wurde ihm der persönlich ausgeführte Mord an 67 Häftlingen vorgeworfen. Er wurde zu lebenslanger Haft verurteilt, unter anderem für den Mord an Leon Sternbach, einem der bei der Sonderaktion Krakau verhafteten und deportierten Krakauer Professoren. Im Jahre 1978 starb Sorge in der Haft.

## Literatur

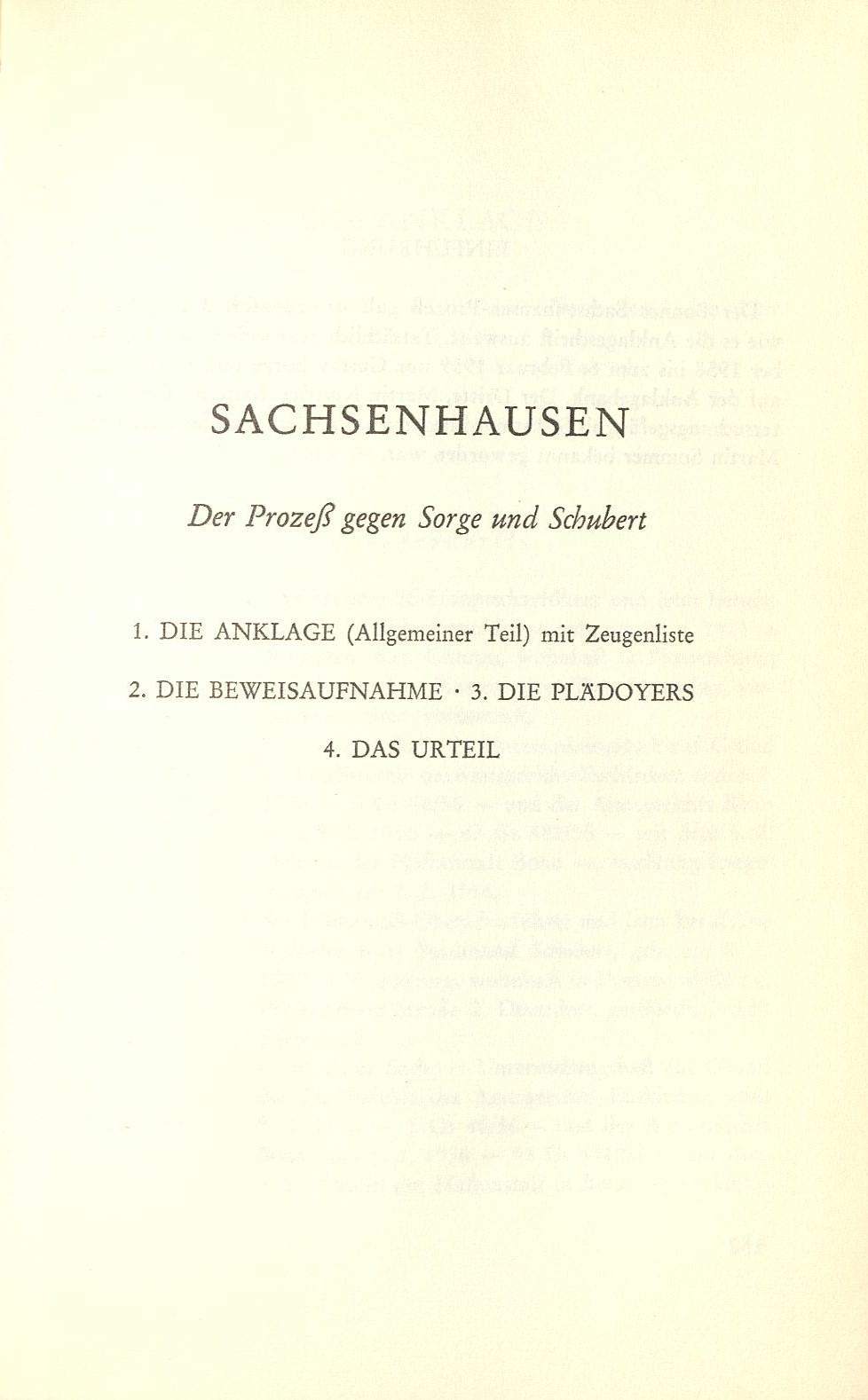
Prozessdokumentation (1962)